# Aufklärung und Kritik
Die Zeitschrift Aufklärung und Kritik (abgekürzt: A&K, Untertitel: Zeitschrift für freies Denken und humanistische Philosophie) erscheint seit 1994 und wird von der Gesellschaft für kritische Philosophie Nürnberg (GKPN) herausgegeben.
Zum Selbstverständnis heißt es im Editorial:

„Aufklärung und Kritik sieht sich einer der ältesten Traditionen der Menschheit verpflichtet – älter als Christentum und Islam –, nämlich der Tradition des kritischen Denkens, das sich bis in die Zeit der frühesten griechischen Philosophen zurückverfolgen lässt.
Kritisches Denken will die Menschen dazu bringen, von sich aus jegliche Bevormundung religiöser oder säkularer Art zurückzuweisen und die Verantwortung für ihr Leben selber in die Hand zu nehmen; sich von Abhängigkeiten aller Art zu befreien; aber auch die Augen vor den eigenen Fehlern nicht zu verschließen, sondern gerade aus diesen zu lernen, wie ein besseres Leben möglich ist.“

Als Herausgeber der Zeitschrift zeichnet der Verein, vertreten durch den Ersten Vorsitzenden (seit 2016 Frank Schulze). Mitherausgeber sind (Stand: Juni 2024):
Hans Albert, Gerhard Besier, Dieter Birnbacher, Edgar Dahl, Gerhard Engel (Hildesheim), Dagmar Fenner (Basel), Lothar Fritze, Horst Groschopp, Rainer Hegselmann, Eric Hilgendorf, Norbert Hoerster, Joachim Kahl, Wulf Kellerwessel (Aachen), Mark Lindley, Rudolf Lüthe Martin Morgenstern, Ludwig A. Minelli, Hubertus Mynarek, Hans-Joachim Niemann, Armin Pfahl-Traughber, Werner Raupp, Dominik Riedo, Thomas Rießinger, Harald Seubert, Hermann Josef Schmidt, Michael Schmidt-Salomon, Anton Szanya, Gerhard Vollmer und Robert Zimmer.